# Gustav Radbruch
Gustav Radbruch (Lübeck, 1878. november 21. – Heidelberg, 1949. november 23.) német jogtudós és jogfilozófus, büntetőjogász, politikus, a Radbruch-formula kidolgozója.

## Életpályája
Radbruch Münchenben, Lipcsében és Berlinben tanult jogot, államvizsgát 1901-ben tett a berlini egyetemen. 1902-ben megvédte doktori disszertációját, melynek témája az adekvát-kauzalitás tana volt. 1903-ban kezdett tanítani büntetőjogot a heidelbergi egyetemen, majd 1904-ben ugyanitt a büntető-, büntetőeljárásjog és a jogfilozófia tanárává nevezték ki. 1914-ben elfogadta a königsbergi egyetem meghívását, majd még ugyanebben az évben Kielbe ment tanítani.
Radbruch tagja volt a Németország Szociáldemokrata Pártjának (SPD), és mint parlamenti képviselő 1920 és 1924 között részt vett a Reichstag munkájában. 1923-ban igazságügyminiszterré nevezték ki Gustav Stresemann kormányában. Számos kiemelkedő jelentőségű törvény kidolgozását irányította, például engedélyezte nők kinevezését bíróvá, a Walther Rathenau elleni merénylet után pedig elfogadtatta a Köztársaság védelméről szóló törvényt.
1926-ban visszatért Heidelbergbe tanítani. 1933 – a nácik hatalomátvétele – után megvált köztisztviselői beosztásától. A náci rezsim alatt elsősorban kulturális-történelmi munkáit írta, visszautasított mindenfajta kapcsolatot a hatalommal. 1945-ben újra elkezdett tanítani, 1949-ig – haláláig – egy jogfilozófiai összefoglaló könyvön dolgozott. 71 éves korában hunyt el.